# الطيب بوعزة
الطيب بوعزة (مواليد 1967، طنجة) كاتب وباحث مغربي، حاصل علي الدكتوراة في الفلسفة من كلية الآداب - جامعة محمد الخامس - الرباط يشغل كأستاذ التعليم العالي بالمركز الجهوي لمهن التربية والتكوين بطنجة.له مجموعة كبيرة من المقالات والدراسات منشورة في مجلات وصحف محلية ودولية، بالإضافة إلي مجموعة من الكتب خاصة في مجال الفكر الفلسفي. يشرف بو عزة علي التحكيم العلمي لبحوث قسم الدراسات الفلسفية والعلوم الاجتماعية بمؤسسة مؤمنون بلا حدود للدراسات والبحوث. يشارك وبقوة في أكاديمية نماء للعلوم الإسلامية والإنساية - للتعليم عن بعد.

## مؤلفاته
تنوعت كتابات الطيب بوعزة ما بين الكتب العلمية ، والدراسات والأبحاث المحكمة ، والمقالات الصحفية ، حتي وصلت إلي ما يقرب من (300) عمل، ويمكن أن نستعرض جانب منها من خلال الآتي:

### أولاً: الكتب العلمية.[3][4]
- قضايا في الفكر الإسلامي المعاصر.
- في دلالة الفلسفة وسؤال النشأة .
- الفلسفة اليونانية ما قبل السقراطية.
- فيثاغور والفيثاغورية.
- هيراقليط فيلسوف اللوغوس.
- كزينوفان والفلسفة الإيلية.
- أفول التفلسف الأيوني.
- نقد الليبرالية.
- في ماهية الرواية.

### ثانيًا: الأبحاث والدراسات.[1]
- استدلالات زينون: ايضاح ونقد- يناير 2018م
- قراءات معاصرة في التراث الرشدي - يناير 2020م
- في الفلسفة الدينية لكزينوفان - سبتمبر2018م
- في معني الحكمة السقراطية - يناير 2017م
- الغزالي والفلسفة - أبريل 2016م
- في العلاقة الملتبسة بين الفن والفلسفة - فبراير 2015
- الفلسفة الوضعية والدين - سبتمبر 2020م
- الفلسفة والعلم من منظور برجسوني - ديسمبر 2013م
- مفارقات ميكافيلي ..نحو قراءة جديدة - أغسطس 2020م
- في مفهوم المفهوم ومحددات المقاربة المفاهيمية. يونيو 2020م
- في تفسير نشأة الرواية - قراءة في التفسير الهيجلي- سبتمبر 2013م
- العقل والذاتية في فلسفة الحداثة من ديكارت إلي كانط - سبتمبر 2013م
- حوار مع الدكتور النيفر: الأدبيات الإسلامية كانت معزولة علي الانتاج الانساني الحقيقي - أكتوبر 2022م
- محددات القراءة العلمية للوجود - أغسطس 2022م
- اللغة والكينونة الإنسانية - فبراير 2014م
- الأدب علي سرير بروكست ! يناير 2014م
- مستجدات البحث في فلسفة الدين ،قراءة نقدية/ مقارنة - مارس 2014م
- اللغة والتواصل - نوفمبر 2013م
- الفلسفة في زمن ما بعد الحداثة - نوفمبر 2013م
- لسانيات دو سوسير والنقد الأدبي - يونيو 2020م
- القراءة ونوعية النص - يونيو 2020م
- لماذا الفن ؟ يونيو 2013م
- ما هو الشعر - أكتوبر 2020م
- الحداثة من منظور ماكس فيبر - مايو 2020م
- هل العقل العربي معياري - سبتمر 2022م
- في سؤال النهضة ، مقاربة تحليلية نقدية لتطور التفكير النهضوي - فبراير 2021م
- كيف يقرأ الفيلسوف التاريخ - فبراير 2021م
- علم الاجتماع الاستعماري واستعمال ابن خلدون - أبريل 2020م
- لماذا نحتاج إلي التجديد المنهجي - أبريل 2020م
- ما فائدة التاريخ ؟ ابريل 2020م

## وصلات خارجية
- الطيب بوعزة على موقع أرشيف الشارخ.
- مقالات الطيب بوعزة في الحوار المتمدن.
- الطيب بوعزة على غودريدز.
- الطيب بو عزة علي موقع مركز نهوض للدراسات والبحوث.
- الطيب بو عزة علي موقع مؤسسة مؤمنون بلا حدود للدراسات والأبحاث.
- الطيب بو عزة علي موقع أكاديمية نماء للعلوم الإسلامية والإنسانية.